# Édouard de Laveleye
Édouard Émile Albert barón de Laveleye (Gante, 22 de octubre de 1854-Bruselas, 23 de noviembre de 1938) fue un directivo del movimiento olímpico y del fútbol belga que se graduó como ingeniero de minas en Lieja. Fue el primer presidente del Comité Olímpico Interfederal Belga.

## Biografía
Era hijo de Émile de Laveleye (1822-1892), un reputado economista e historiador. Profesionalmente, fue secretario del Comptoir des Aciéries belges. Emprendió viajes de prospección en Estados Unidos y América Latina, con vistas a posibles inversiones. Victor de Laveleye, portavoz del Gobierno belga en el exilio en Londres durante la Segunda Guerra Mundial, era su sobrino.
Fue el primer presidente de la Real Asociación Belga de Fútbol, cargo que ejerció entre 1895 y 1924. Posteriormente fue presidente del RFC Lieja y del Léopold FC. En 1904 fue cofundador de la FIFA junto con las asociaciones de fútbol de Francia, Dinamarca, Suecia, Holanda, España y Suiza.
En 1906 fue cofundador y, hasta 1923, primer presidente del Comité Olímpico Belga. Como tal, organizó los Juegos Olímpicos de Amberes 1920. Desde 1913 hasta su muerte en 1938, fue miembro del Comité Olímpico Internacional.

## Obras
- Excursion aux nouvelles découvertes minières du Colorado (1878)
- Chicago et la traversée du continent - Notes d'un voyage aux États-Unis (1880)